# 畸形秀

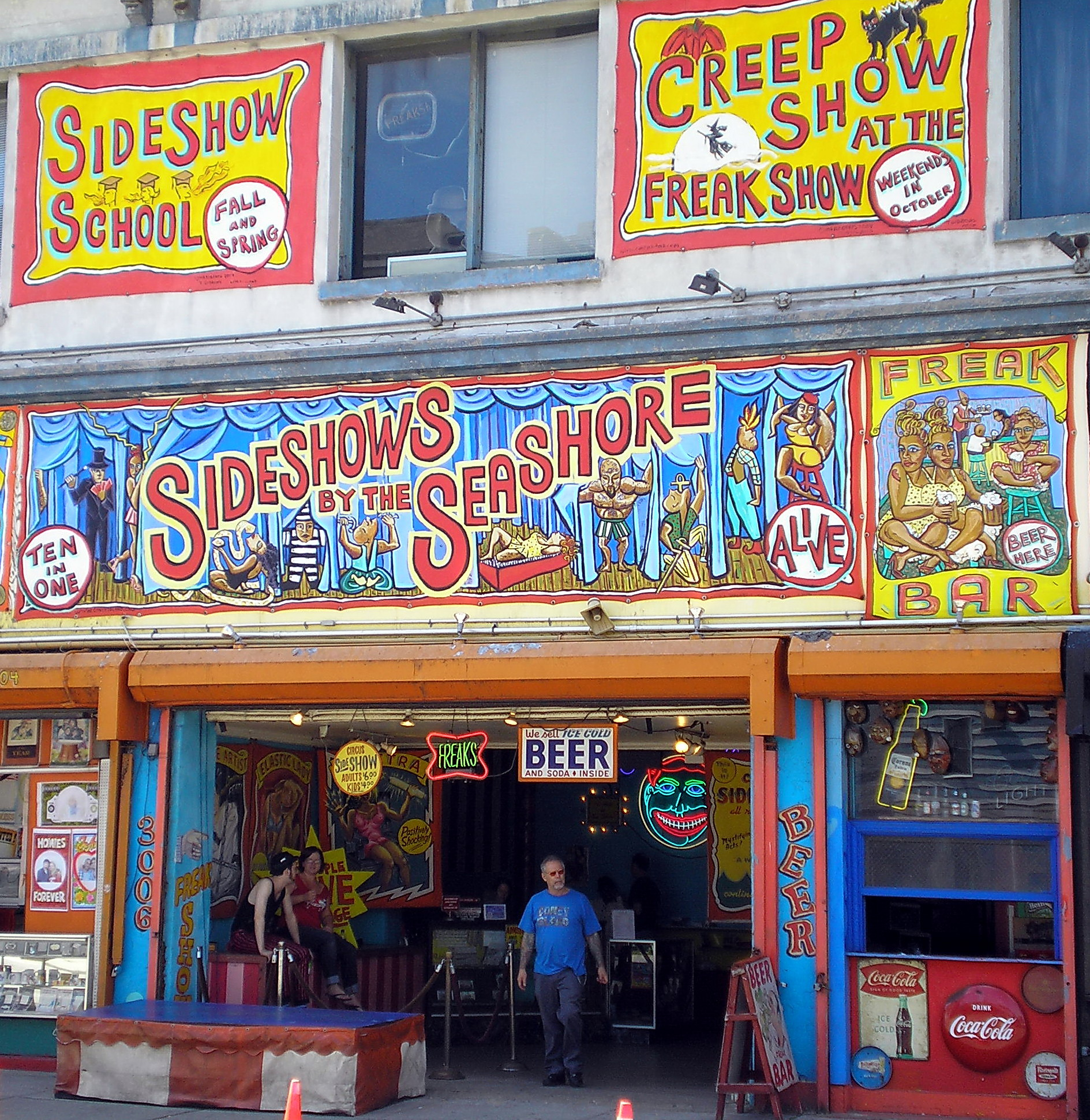
康尼岛上正在进行的畸形秀

畸形秀（英語：Freak Show）是一类以反常现象/畸形生物为主题的、给参观者带来精神上冲击的展览。内容通常千奇百怪，例如高得出奇的人、同时拥有男女第二性征的人或拥有其它怪异情况的人或动物；吞火、吞剑一类的表演也可以成为展览的内容；此外一些极端的纹身和穿孔有时也可以在畸形秀中见到。“畸形秀”一词通常被认为是不适当和不人性化的。

## 历史
从1840年代到1970年代，畸形秀（又稱怪胎秀）在美国的一些马戏团和嘉年华中风靡一时。内容以畸形动物（例如两头的牛、独眼的猪、四只角的羊等等）、恶作剧真人秀和以「science gone wrong（科学出了错）」为主题的展出（例如畸形婴儿）为主。
随着科学的发展，过去被认为是神秘的、恐怖的畸形人和动物现在已经得到人们的普遍同情。如今美国的密歇根州已立法禁止除以科学研究为目的之外的展出畸形人类的行为。然而在美国的大多数州和其它国家的嘉年华、展览会、夜店和电视谈话节目中畸形秀仍然不时出现。